# Báo và phát thanh, truyền hình Vĩnh Long
Báo và phát thanh, truyền hình Vĩnh Long  (tiếng Anh: Vinh Long Newspaper and Radio – Television, viết tắt: THVL) là cơ quan truyền thông trực thuộc tỉnh ủy Vĩnh Long. Cơ quan được rất nhiều khán giả tại miền Tây Nam Bộ và Đông Nam Bộ (trong đó có Thành phố Hồ Chí Minh) yêu thích với các chương trình giải trí và phim truyện hấp dẫn. Đây là nhà đài lớn nhất ở khu vực Tây Nam Bộ và là top 3 đài truyền hình có chỉ số đánh giá cao nhất cả nước bên cạnh VTV và HTV. Từ năm 2020, đài trở thành "Đơn vị Anh hùng Lao động".

## Lịch sử hình thành
- Tháng 4 năm 1977, Lãnh đạo tỉnh Cửu Long ra quyết định xây dựng Đài Phát thanh Cửu Long và phát sóng thử nghiệm từ 2 tháng 9 năm 1977 trên sóng 950 Khz tức 315m (hoặc 315 thước).
- Đến ngày 22 tháng 12 năm 1977, Đài Phát thanh Cửu Long chính thức phát sóng.
- Năm 1979, cột phát sóng phát thanh cao 60m được xây dựng.
- Năm 1984, đài đổi tên thành Đài Phát thanh - Truyền hình Cửu Long.
- Năm 1986, cột phát sóng truyền hình cao 96m được xây dựng.
- Năm 1989, Đài lắp đặt 1 máy phát thanh 10Kw, phủ sóng toàn tỉnh và các tỉnh lân cận.
- Ngày 22 tháng 12 năm 1992, tỉnh Cửu Long tách thành 2 tỉnh mới là Vĩnh Long và Trà Vinh. Đài Phát thanh - Truyền hình Cửu Long được đổi tên là Đài Phát thanh – Truyền hình Vĩnh Long, bắt đầu phát sóng kênh truyền hình thứ nhất lấy tên là THVL.
- Tháng 12 năm 1993, Đài lắp đặt thêm máy phát sóng công suất 250w trên kênh 12 VHF, xây dựng Trung tâm kỹ thuật truyền hình. Năm 1994, đài trang bị máy phát thanh FM 1 Kw tần số 90,2Mhz, thực hiện chương trình thông tin tổng hợp và âm nhạc.
- Từ tháng 2 năm 1994, Đài bắt đầu phát sóng khung phim truyện nước ngoài lúc 12h00 trưa trên kênh THVL (nay là THVL1), Mở màn là phim Dòng sông ly biệt.
- Năm 1997, Đài Phát thanh – Truyền hình Vĩnh Long được trao tặng Huân chương Lao động hạng Ba[2]
- Tháng 10 năm 1999, Trung tâm kỹ thuật phát thanh - truyền hình Vĩnh Long được khởi công xây dựng.
- Đến tháng 8 năm 2000, đài được trang bị hệ thống thiết bị chuyên dùng cho sản xuất chương trình phát thanh theo công nghệ kỹ thuật số và lập dự án tháp phát sóng tự đứng cao 150m. Máy phát sóng FM Stereo 10Kw cũng đưa vào phát sóng. Nâng thời lượng giải trí FM của đài từ 6h/ngày lên 10h phát sóng mỗi ngày với nhiều chương trình giải trí + giao lưu trực tiếp hấp dẫn.
- Năm 2001, thực hiện thí điểm tự cân đối tài chính theo Nghị định 10/CP.
- Năm 2002, nhận Huân chương Lao động hạng 2. Thực hiện tự cân đối 100%.
- Năm 2003, Đài tự mua xe ghi hình lưu động.
- Ngày 1 tháng 1 năm 2005, Trung tâm kỹ thuật phát thanh - truyền hình chính thức hoạt động và bắt đầu phát sóng kênh truyền hình thứ hai trên vị trí kênh 8 VHF lấy tên là THVL8, phát sóng từ 5h00 - 24h00 (tiếp sóng chương trình VTV3 từ 12h - 17h/VTV6 từ 12h - 14h).
- Năm 2006, thực hiện đề án tổ chức mới 9 phòng nghiệp vụ, 7 Đài truyền thanh huyện thị. Đồng thời kênh THVL 31 UHF phát sóng 24/24h.
- Tháng 6 năm 2007, Ra mắt trang thông tin điện tử www.thvl.vn
- Năm 2007, Đài vinh dự nhận Huân chương Lao động hạng Nhất. Đồng thời chính thức phát sóng 2 kênh THVL, THVL8 trên hệ thống truyền hình cáp HTVC, SCTV, Truyền hình cáp Bình Dương BTC, truyền hình cáp Bình Phước BPTC.
- Tháng 1 năm 2008, THVL (kênh 31 VHF) đổi tên thành THVL1 và THVL8 (kênh 8 VHF) đổi tên thành THVL2. Phát sóng kênh truyền hình thứ ba trên vị trí kênh 10 VHF lấy tên là THVL3, tiếp sóng kênh VTV6. 2 kênh THVL1 & THVL2 chính thức phát sóng trên vệ tinh Vinasat 1, thành lập công ty Truyền hình Phương Nam. Đồng thời lên sóng kênh THVL1 chuẩn DVB-T trên kênh 38 UHF của Đài Phát thanh - Truyền hình Hải Phòng.
- Năm 2009, kênh THVL3 tạm ngừng phát sóng. Đồng thời lên sóng kênh THVL1 chuẩn DVB-T của VTC.
- Năm 2010 - 2011, chính thức phát sóng 2 kênh THVL1, THVL2 trên hệ thống truyền hình cáp kĩ thuật số MyTV, K+, Truyền hình Cáp Việt Nam VTVCab, Truyền hình Cáp Hà Nội HCaTV (Hanoicab), Truyền hình cáp Sông Thu Arico CATV, Truyền hình Cáp Huế HTC, Truyền hình FPT - ITV.
- Năm 2012, Đài vinh dự nhận Huân chương Độc lập hạng Ba[3].Đài bắt đầu phát sóng 24/24h với các kênh THVL.
- Ngày 1 tháng 11 năm 2012, kênh THVL2 ngừng phát sóng trên analog, là một trong kênh truyền hình ngừng phát sóng analog sớm nhất Việt Nam (sau BTV2, DNRTV2...), sớm hơn cả các kênh VTV.[cần dẫn nguồn]
- Tháng 1 năm 2013: Bắt đầu phát sóng phim Việt giờ vàng vào lúc 20h00 (trước đó là khung giờ 20h30 tối), mở màn với phim "Cô nàng nặng cân".
- Ngày 24 tháng 8 năm 2013, chính thức phát sóng kênh THVL2 trên hệ thống Truyền hình Cáp Việt Nam VTVCab
- Tháng 10 năm 2014, THVL bắt đầu mở khung giờ gameshow vào 21h Thứ 6 hàng tuần trên THVL1, về sau từ tháng 5 năm 2015, kênh bắt đầu phát sóng gameshow vào 21h hàng ngày. Từ 26 tháng 4 năm 2021, phát sóng gameshow từ Thứ 4 - Chủ nhật (Thứ 2 & Thứ 3 phát sóng phim Việt khung giờ 21h và 21h30)
- Ngày 10 tháng 10 năm 2014, Đài hợp tác với Đài Truyền hình Thành phố Hồ Chí Minh thành lập Công ty TNHH Truyền hình kĩ thuật số miền Nam (SDTV).
- Năm 2015, chính thức 2 kênh phát sóng THVL1, THVL2 trên hệ thống số truyền hình kỹ thuật số Miền Nam SDTV.
- Ngày 28 tháng 1 năm 2016, đài phát sóng 2 kênh THVL1 HD và THVL2 HD trên hệ thống số của Truyền hình cáp Vĩnh Long (THVLc), và trên hệ thống truyền hình số mặt đất (DVB-T2) của SDTV kênh tần số 34 UHF.
- Ngày 31 tháng 12 năm 2016, kênh THVL1 ngừng phát sóng trên analog.
- Ngày 1 tháng 1 năm 2017, đài phát sóng 2 kênh THVL1 HD và THVL2 HD trên hệ thống truyền hình cáp kỹ thuật số của HTVC (Kênh 59, 60), VTVCab (Kênh 244, 245), SCTV (Kênh 31, 32), (Kênh 105, 106).
- Ngày 19 tháng 5 năm 2017: Ra mắt ứng dụng xem Trực tuyến THVLi trên App Store và Google Play
- Ngày 6 tháng 8 năm 2018: Ngừng phát sóng 2 kênh THVL1 và THVL2 (SD) trên hạ tầng truyền hình vệ tinh
- Ngày 1 tháng 10 năm 2018: Phát sóng kênh THVL1 HD trên kênh 30 UHF của Đài truyền hình Kỹ thuật số VTC tại Đà Nẵng.
- Ngày 1 tháng 12 năm 2018: Kênh THVL2 bắt đầu tiếp sóng Thời sự VTV trên mọi hạ tầng phát sóng (thay vì chỉ tiếp sóng trên THVLc như trước đây).
- Ngày 3 tháng 2 năm 2019: kênh THVL3 phát sóng trở lại với diện mạo mới: "Kênh phim Việt Nam và kênh phim Châu Á".
- Ngày 6 tháng 4 năm 2019, kênh THVL3 HD ra mắt trên FPT và VTVCab.
- Ngày 30 tháng 4 năm 2019 ra mắt kênh THVL4 - Kênh Văn hoá, Du lịch và Giải trí.
- Ngày 1 tháng 7 năm 2019, chính thức lên sóng 4 kênh THVL1 HD, THVL2 HD, THVL3 HD, THVL4 HD, 2 kênh THVL3, THVL4 trên hệ thống truyền hình MyTV.
- Ngày 28 tháng 8 năm 2019: Phát sóng kênh THVL1 HD và THVL2 HD trên hạ tầng DVB-T2 kênh 30 UHF của Đài truyền hình Kỹ thuật số VTC tại khu vực Hà Nội và một số tỉnh Bắc Bộ.
- Ngày 5 tháng 9 năm 2019 phát 2 kênh THVL1 HD và THVL2 HD trên hạ tầng DVB-T2 kênh 29 UHF của VTC tại Bắc Trung Bộ.
- Ngày 1 tháng 11 năm 2019, kênh THVL4 ra mắt trên VTVCab.
- Ngày 26 tháng 3 năm 2020: Kênh THVL3 HD bắt đầu phát sóng trên hạ tầng DVB-T2 của Đài truyền hình Kỹ thuật số VTC kênh 30 UHF tại Hà Nội và một số khu vực bắc bộ và kênh 29 UHF tại Bắc Trung Bộ.
- Sáng 31/12/2020, tại Tỉnh ủy Vĩnh Long, Phó Chủ tịch nước Đặng Thị Ngọc Thịnh đã trao danh hiệu Anh hùng Lao động thời kỳ đổi mới cho tập thể Đài Phát thanh – Truyền hình Vĩnh Long.[4]
- Ngày 22 tháng 12 năm 2022 : Ra mắt ứng dụng xem Trực tuyến THVLaudio trên App Store và Google Play.
- Từ 08/06/2023: Kênh THVL3 chính thức đổi tên thành kênh Phim Việt Nam và giải trí tổng hợp.
- Tháng 06/2023: Đài đã phối hợp cùng các Đài PT-TH cụm Bắc sông Hậu ra mắt chương trình "Kết nối Bắc sông Hậu", trong khuôn khổ Hội thao các Đài PT-TH cụm Bắc sông Hậu.
- Ngày 30 tháng 4 năm 2024: Truyền hình Vĩnh Long ra mắt 4 kênh YouTube tiếng Anh, đó là VinhLong Radio and Television Station,  Travel with THVL, Cuisine of Viet Nam, THVL KIDS.[5]
- Từ ngày 15 tháng 01 năm 2025, các kênh THVL1, THVL2, THVL3 trên hạ tầng truyền hình số mặt đất VTC khu vực Đà Nẵng, Hà Nội và các tỉnh phía Bắc sẽ tạm ngưng phát sóng do Đài truyền hình kỹ thuật số VTC chấm dứt hoạt động theo chỉ đạo của cơ quan chủ quản.
- Từ 1/4/2025, kênh THVL1 trở lại trên hạ tầng số mặt đất do Công ty Cổ phần Truyền hình số Miền Bắc DTV phát sóng thay thế kênh THP+ khu vực Đà Nẵng, Hà Nội và các tỉnh phía Bắc.
- Từ ngày 15 tháng 4 năm 2025, Đài Phát thanh - Truyền hình Vĩnh Long sáp nhập với Báo Vĩnh Long thành Báo và Đài Phát thanh - Truyền hình Vĩnh Long.
- Từ ngày 1 tháng 7 năm 2025, Báo và Đài Phát thanh - Truyền hình Vĩnh Long hợp nhất với Báo Đồng Khởi, Đài Phát thanh và Truyền hình Bến Tre, Báo Trà Vinh, Đài Phát thanh và Truyền hình Trà Vinh thành Báo và phát thanh, truyền hình Vĩnh Long.
- Từ ngày 1 tháng 9 năm 2025: Ra mắt kênh THVL5 - Kênh tiếng dân tộc Khmer

## Lãnh đạo Đài qua các thời kỳ

### Giám đốc
- Võ Vân Nam (1977 - 1981)
- Nguyễn Thanh Hùng (1981 - 1992)
- Nguyễn Kiệt (1992 - 2008)
- Lê Quang Nguyên (2008 - 2019)
- Lê Thanh Tuấn (2020 - nay)

### Phó Giám đốc
- Trương Văn Quang (1977 - 1983)
- Trương Minh Thuyết (1977 - 1979)
- Lê Văn Tuất (1982 - 1990)
- Lê Minh Vũ (1984 - 2000)
- Lê Minh Khanh (1988 - 1992)
- Lê Minh Phú (1992 - 2012)
- Phạm Thanh Xuân (2008 - 2020)
- Châu Ngọc Ẩn (2008 - 2018)
- Huỳnh Tấn Phát (2018 - nay)
- Đào Thị Tuyết Vân (2018 - nay)
- Võ Thành Nhân (2020 - nay)
- Nguyễn Thị Cẩm Phong (2025)
- Tăng Chí Huấn (2025)
- Nguyễn Hữu Thọ (2025)
- Lê Ngọc Hân (2025)
- Huỳnh Thị Kim Thi (2025)
- Trần Văn Phương (2025)
- Sơn Hùng (2025)
- Lê Văn Phết (2025)
- Cao Ngọc Dương (2025)
- Ký Chane Đô Ra (2025)
- Trần Vũ Phương (2025)

## Quản lý
- Tổng Biên tập: Lê Thanh Tuấn [6]
- Phó Tổng biên tập: Huỳnh Tấn Phát, Đào Thị Tuyết Vân, Võ Thành Nhân, Nguyễn Thị Cẩm Phong, Tăng Chí Huấn, Nguyễn Hữu Thọ, Lê Ngọc Hân, Huỳnh Thị Kim Thi, Trần Văn Phương, Sơn Hùng, Lê Văn Phết, Cao Ngọc Dương, Ký Chane Đô Ra,Trần Vũ Phương

## Các kênh chương trình của đài
| Kênh  | Nội dung                                                | Ngày lên sóng                                                            | Tên cũ |
| ----- | ------------------------------------------------------- | ------------------------------------------------------------------------ | ------ |
| THVL1 | Kênh Thời sự - Chính trị - Giải trí tổng hợp            | 22/12/1992 (SD), 28/01/2016 (HD)                                         | THVL   |
| THVL2 | Kênh Giải trí tổng hợp                                  | 01/01/2005 (SD), 28/01/2016 (HD)                                         | THVL8  |
| THVL3 | Kênh Phim Việt Nam và giải trí tổng hợp (từ 08/06/2023) | 2008 - 2009 (trước đó), 03/02/2019 (SD), 03/02/2019 (HD) (tái phát sóng) |        |
| THVL4 | Kênh Văn hoá, Du lịch và Giải trí                       | 30/04/2019 (SD) & (HD)                                                   |        |
| THVL5 | Kênh chương trình tiếng Khmer                           | 01/09/2025 (SD) & (HD)                                                   | THTV   |

### Sóng phát thanh
Trên sóng phát thanh, Đài hiện đang phát sóng 24/24h hàng ngày trên sóng FM.
- Sóng FM: tần số 90,2 Mhz, phủ sóng 24/24h với độ cao anten 153m. Phát tại trụ sở của Đài và phủ sóng toàn bộ vùng Đồng bằng sông Cửu Long và một phần các tỉnh, thành vùng Đông Nam bộ.
- Ngoài ra, chúng ta có thể nghe online trên website: www.thvli.vn, ứng dụng THVLi và THVLaudio.

### Trang thông tin điện tử
Biên tập và cập nhật liên tục và kịp thời các thông tin trong tỉnh, trong nước và quốc tế.
Khai thác các nguồn thông tin được chọn lọc như khoa giáo, giải trí, khoa học, xã hội, kỹ thuật công nghệ, tin trong nước.

## Các chương trình trênTHVL

### Đã từng phát sóng
- Tuyệt đỉnh sóng ca (THVL1)
- Người hát tình ca (THVL1)
- Vượt lên chính mình (THVL1 (đến 2011), THVL2 (2011-2018))

## Tranh cãi
Một số chương trình tin tức, phóng sự của Đài Phát thanh – Truyền hình Vĩnh Long đã nhiều lần đưa ra những thông tin mang tính chất quy chụp, một chiều và sai sự thật.
Chương trình "Lời cảnh báo" kỳ 385 được chiếu trên THVL1 vào tháng 8 năm 2017 có nói lên về hàng loạt mặt trái của anime, khía cạnh ecchi được khai thác khá mạnh. Nhưng khi đưa ra ví dụ về việc trong anime có ecchi, Đài đã đưa hẳn cả một bộ hentai lên màn hình và đánh đồng đây là anime. Chỉ vài giờ sau khi video được đăng tải, hàng loạt fan anime và người dùng Facebook đã mở một cuộc tổng tấn công vào Facebook của Đài với mục đích là để ép Đài phải có lời xin lỗi với hàng loạt fan anime tại Việt Nam. Ngoài ra, do bị spam quá nhiều vào phần bình luận, Đài đã phải tắt tính năng đánh giá do nhận quá nhiều đánh giá 1 sao. Sau đó thì Đài đã xóa video nói trên.
Chương trình "Câu chuyện cuộc sống" với chủ đề "Game nhiệm vụ cướp của giết người - Giải trí hay cổ xúy phạm pháp" phát sóng trên THVL1 ngày 2 tháng 8 năm 2018 cho rằng những tựa game sinh tồn, trong đó có PlayerUnknown's Battleground (hay còn được gọi tắt là PUBG) và Minecraft là "có khuynh hướng bạo lực". Sau khi video lên sóng đã nhận rất nhiều chỉ trích từ cộng đồng game thủ. Sau đó, Đài đã tự xóa video. Tuy nhiên, vào tháng 5 năm 2019, Đài lại đăng tiếp một video với tiêu đề "Nghiện game online còn khó cai hơn nghiện ma túy". Video này cũng bị xóa sau khi nhận số lượng dislike lớn trên YouTube.